# Néstor Chávez
Néstor Isaías Chávez Silva (Chacao, 6 de julio de 1947-Maracaibo, 16 de marzo de 1969), más conocido como el Látigo Chávez, fue un beisbolista  venezolano que jugó en la MLB para los San Francisco Giants. Jugaba como lanzador y era diestro. Era conocido como «el Látigo» por la velocidad a la que lanzaba la pelota.
Nestor Chávez fue agente libre en 1964 cuando era jugador amateur, con un récord de 34-3. A los 19 años fue llamado por los San Francisco Giants, donde tuvo un récord de 44-20 en las Ligas Menores de Béisbol. Pero al final de la temporada se lesionó y fue operado del hombro, lo cual lo mantuvo fuera de las canchas por un año.
Durante 1963-1968 jugó con las Estrellas Orientales y los Navegantes del Magallanes en la Liga Venezolana de Béisbol Profesional, donde consiguió en 5 campañas 19 triunfos, un promedio de carreras limpias admitidas de 3.30 y 247 ponches, además de conseguir el premio al Novato del Año en la temporada 1964-1965.
Falleció a los 21 años el 16 de marzo de 1969 en un accidente de avión del Vuelo 742 de Viasa. Sus restos reposan en el Cementerio General del Sur, en Caracas.